# Capitán Price
El capitán John Price es un personaje ficticio de la serie Call of Duty. Es el protagonista principal de la subserie original de Modern Warfare. En la trilogía original, Price ocupa primero el puesto de teniente, antes de ser ascendido a capitán y hacerse cargo de un escuadrón del Servicio Aéreo Especial. Más tarde se convierte en un miembro destacado de un grupo operativo internacional, el "141". Otra versión de Price aparece como uno de los principales protagonistas de la subserie reiniciada Modern Warfare, que inició en 2019. Ambas versiones del personaje han sido bien recibidas por la crítica, y el original se ha convertido en uno de los personajes más populares de Call of Duty.
El personaje del Capitán Price recibió elogios de la crítica. Entre estos elogios, el Capitán Price ocupó el octavo lugar en la lista de Game Informer de los "30 personajes que definieron una década". y fue votado como el 17.º personaje de videojuego más importante de todos los tiempos en la edición de 2011 de los Récords Mundiales Guinness para Gamers.

## Diseño del personaje
La primera aparición del personaje fue como capitán del SAS en Call of Duty 4: Modern Warfare, seguida de otras apariciones en Call of Duty: Modern Warfare 2 y Call of Duty: Modern Warfare 3. Con un gran bigote, el Capitán Price se inspiró en el soldado británico del SAS John McAleese, que participó en el asedio a la embajada iraní y también copresentó la serie de televisión SAS: Are You Tough Enough? en 2003. McAleese también era conocido por su gran bigote. El nombre clave de Price, Bravo-6, es una referencia directa a la película bélica de 1986 Platoon, en la que el nombre clave del capitán Harris es justamente ese. Gran parte del diseño de Price en la trilogía original de Modern Warfare se traslada al reboot de 2019, que presenta una nueva iteración del personaje. A lo largo de la franquicia, el capitán John Price ha sido interpretado por Bill Murray y Barry Sloane.
En una entrevista con Sami Onur, diseñador de personajes de Infinity Ward, se explicó que John Price es el nieto del Price que aparecía en los primeros juegos de Call of Duty, aunque esto aún no ha sido confirmado oficialmente por Infinity Ward. En las primeras fases de desarrollo de Modern Warfare 2, estaba previsto que Price fuera el comandante del jugador, y no "Soap" MacTavish, ya que se suponía que este último sería el personaje jugable en lugar de Roach. Esto se explica con más detalle en el libro de arte de Modern Warfare 2.

## Personalidad

### Trilogía original
Price es conocido por ser despiadado con sus enemigos. Esto se puede ver en Modern Warfare cuando le dice al capitán MacMillan que iba a "matarlos a todos" después de que MacMillan le preguntara qué iba a hacer con todo el equipo que había adquirido. Sin embargo, Price a veces hace bromas durante las misiones. Aunque parecía ser muy hostil con Soap cuando se conocieron, con el tiempo se convirtieron en mejores amigos, y Price quedó destrozado por su muerte en Modern Warfare 3. Price también es muy serio y reflexivo. En lo que se pensó que era una "misión suicida", el capitán Price dio un breve discurso a Soap sobre cómo saber cómo y cuándo va a morir no es una maldición, sino una bendición, y cómo "esta tierra" (Afganistán) recordará lo que hicieron en esta misión.

### Reinicio de la saga
Price es nuevamente introducido como un rudo capitán del SAS en Modern Warfare de 2019. Su personalidad, con respecto a su versión anterior, no cuenta con diferencias. El personaje conserva su carácter reflexivo y meditativo, aunque ahora se muestra más preocupado por todos los miembros de su unidad, y por las personas en las que confía. Tiene una relación de mentor y alumno, donde este último es el sargento Kyle "Gaz" Garrick, luego de reclutarlo para su equipo. En Modern Warfare 2, de 2022, Price vuelva a interactuar nuevamente con personajes como Simon "Ghost" Riley y el propio Soap, pero no se profundiza en su amistad, y parecen incluso no ser muy apegados.

## Historia

### Trilogía original
En Call of Duty 4: Modern Warfare, el capitán Price es el oficial al mando del protagonista John "Soap" MacTavish. También es el personaje del jugador en dos misiones de flashback ambientadas en Pripyat en 1996, que son "All Ghillied Up" y "One Shot One Kill". Las misiones exploran un intento de asesinato del antagonista principal, Imran Zakhaev. Al final del juego, resulta gravemente herido en la explosión de un camión cisterna, pero pasa una pistola M1911 a Soap para que pueda matar a Zakhaev.
Price sobrevive a este incidente y vuelve a encontrarse en Call of Duty: Modern Warfare 2. Se descubre que el terrorista Vladimir Makarov lo ha encarcelado tras un intento de capturarlo que ha salido mal, y se une a la Fuerza Operativa 141 en un intento de detener una guerra entre Estados Unidos y Rusia. Sin embargo, la Fuerza Operativa 141 es traicionada por su oficial al mando, el general Shepherd, que orquestó la guerra para aumentar el patriotismo estadounidense y convertirse en un héroe de guerra. Price y Soap se embarcan en una misión suicida para matar a Shepherd y vengar a sus compañeros; lo consiguen, aunque la Fuerza Operativa 141 es repudiada y ellos son calificados de terroristas.
En Call of Duty: Modern Warfare 3, Price y Soap se alían con Yuri, un exagente de la Spetsnaz, y con el Equipo Metal, un equipo de fuego de la Fuerza Delta, para matar a Makarov y limpiar sus nombres. Durante un intento de asesinato en Praga, Makarov logra mata a Soap y revela que tiene una historia con Yuri. Price se entera de que Yuri era un antiguo socio de Makarov, pero le traicionó durante un ataque terrorista en un aeropuerto civil. Los dos trabajan con el Equipo Metal para rescatar al presidente ruso y a su hija de las manos de Makarov, poniendo fin a la guerra y limpiando sus nombres; el Equipo Metal muere en la batalla. Varios meses después, Price y Yuri lanzan un asalto a un hotel propiedad de Makarov y finalmente lo matan a costa de la vida de Yuri.

### Reinicio de la saga
En Call of Duty: Modern Warfare de 2019, el capitán Price vuelve a la campaña, que se desarrolla en una nueva línea temporal, ya que la saga ha sido reiniciada.
La agente de la CIA, Kate Laswell se pone en contacto con Price en relación con la crisis del gas nervioso ruso. Dada su condición de amenaza, acepta llevar a cabo esta operación. Cuando Londres es atacada por Al-Qatala, una organización terrorista con base en el país ficticio de Urzikistán, Price dirige su equipo Bravo, compuesto por un operador conocido simplemente como "Alex", Nikolai y la guerrillera urzikistaní Farah Karim, para contener la situación. Entonces, tras una redada en una célula terrorista de Al-Qatala en una casa de la ciudad, los servicios de inteligencia muestran el nombre del líder, Omar "El Lobo" Sulaiman. Una vez finalizada la crisis y cuando Barkov es repudiado por Rusia por su acción, Price se reúne con Laswell para discutir la formación de la Fuerza Operativa 141, con algunos nombres a considerar: su subordinado, Kyle "Gaz" Garrick, John "Soap" MacTavish y Simon "Ghost" Riley.
En Call of Duty: Warzone, poco después de los acontecimientos del primer juego, Price y Laswell comienzan a supervisar una serie de operaciones especiales clasificadas en la ciudad ficticia de Verdansk, en el país, también ficticio, de Kastovia, donde los Al-Qatala han estado operando tras un resurgimiento bajo un nuevo líder, Khaled Al-Asad. Al-Asad acaba cooperando con el terrorista ruso Victor Zakhaev para liberar gas químico en Verdansk. Operadores de países del Este y del Oeste trabajan juntos bajo el nombre del Armisticio para detener a Al-Asad y a Zakhaev. Finalmente, el propio Price es enviado a Verdansk junto a Gaz para ayudar a los miembros de la Fuerza Operativa 141, Ghost y "Alex". Finalmente, con la ayuda del líder rebelde urzikistaní, Farah Karim, y del traficante de armas ruso Nikolai, localizan a Zakhaev intentando activar un misil nuclear y detienen el lanzamiento, matando a Zakhaev en el proceso.
En Call of Duty: Modern Warfare 2, de 2022, la secuela del reinicio, Price desempeña un papel semiprincipal en la campaña. Para perseguir a Hassan Zyani, un comandante de la Fuerza Quds y nuevo líder de Al-Qatala, persiguen a uno de sus mensajeros en Ámsterdam, revelando que se trata del cártel de Las Almas. Price, Gaz y Laswell se dirigen entonces a España tras rastrear el teléfono de Hassan hasta un criadero de peces propiedad de Las Almas, donde Laswell es capturada por Al-Qatala. Price, Gaz, Farah y Nikolai del juego anterior regresan a Urzikstán para recuperar a Laswell. Después de que Soap, Ghost y Alejandro Vargas, un operativo de las Fuerzas Especiales mexicanas, sean traicionados por el general Shephard y la Compañía Shadow, Price y Gaz asaltan la prisión y rescatan a Alejandro, que había sido capturado. Juntos lanzan un asalto para recuperar su base. Price, Soap, Gaz, Ghost y Laswell se dirigen entonces a Chicago para impedir que Hassan lance un misil balístico capturado contra Washington D. C., donde él y Soap resultan heridos. Soap y Ghost acaban matando a Hassan y, en una escena posterior a los créditos, Laswell informa a Price, Soap, Ghost y Gaz sobre un ultranacionalista ruso conocido como Vladimir Makarov.
En Call of Duty: Black Ops Cold War, juego que se desarrolla durante la Guerra Fría, en la década de los 80, una versión ochentera de John Price hace aparición como un operador jugable en el modo multijugador (en ese entonces, formaba parte de la SAS). No tiene participación en la campaña principal, y es básicamente un "personaje invitado", por llamarlo de algún modo.